# سمفونی شماره ۳ (سکوت)
سمفونی شماره ۳ (انگلیسی: Symphony No. 3) (همچنین به عنوان سمفونی شماره ۳ «سکوت» شناخته می‌شود) سومین سمفونی آهنگساز اسکاتلندی جیمز مک‌میلان (آهنگساز) است. این قطعه اولین بار در ۱۷ آوریل ۲۰۰۳ در سالن ان‌اچ‌کی توکیو توسط ارکستر سمفونیک ان‌اچ‌کی به رهبری چارلز دوتوآ اجرا شد.
مدت زمان این سمفونی تقریباً ۳۶ دقیقه است و در یک حرکت پیوسته یا موومان ساخته شده‌است. عنوان این قطعه برگرفته از سکوت (رمان) نویسنده ژاپنی شوساکو اندو در سال ۱۹۶۶ است.